# Raye
Raye, kunstnernavn for Rachel Agatha Keen (født 24. oktober 1997), er en engelsk singer-songwriter. Hun blev kendt, da hun sang på "By Your Side", "You Don't Know Me", "Secrets" og "Bed", succesfulde singler udgivet af andre kunstnere. I 2021 begav hun sig ud i en solokarriere, da hendes egen sang, "Escapism", blev et viralt hit via TikTok og blev hendes første single, der blev nummer ét på UK Single Chart. Sangen nåede topti i mere end tyve lande og hendes første nummer på Billboard Hot 100. I 2023 udgav hun sit første album, My 21st Century Blues, som fik overvejende gode anmeldelser.
Raye har desuden skrevet numre til andre kunstnere som Beyoncé, Little Mix, Rihanna, David Guetta, John Legend og Ellie Goulding. I 2019 modtog hun en Brit Award for hendes banebrydende kunstneriske virke, kreative vision og indflydelse på musikkens fremtid. I 2023 var hun blandt de første kunstnere, der modtog Brit Billion Award, en pris givet til kunstnere, der har opnået over en milliard streaminger i Storbritannien.
Raye har i interviews fortalt, at hun har kæmpet med dysmorfofobi, stofmisbrug, spiseforstyrrelser og angst; desuden har hun fortalt, at hun er blev seksuelt udnyttet af en pladeproducer – flere af disse hændelser har hun brugt i sin sangskrivning.